# 偏好 (經濟學)
偏好（英語：Preference），在經濟學中，偏好是指當消費者面對不同的消費組合（consumption bundle）時，對於消費組合的孰優孰劣的主觀的意見。其表示方法是序列性的，其偏好以效用的高低比較，效用值僅為偏好在數值上的序數比較，不具備單位。

## 歷史
朗納·弗里施於1926年時發表了第一篇嚴格公理化的偏好相關介紹，而在此之前，經濟學家所開發闡述理論都未進行標準化的驗證。這項發表肇因於19世紀末至20世紀初，邏輯實證主義影響經濟學，認為任何理論化概念的提出都應是可觀察的。因此，在18世紀至19世紀間被認為適宜的效用理論，遭受著20世紀邏輯實證主義的衝擊，過去的理論需要更為歷經考驗的結構。可直接觀察的二元關係，影響了經濟學後，「可觀察」這樣的要求使個體經濟學提出了顯示性偏好理論。
由於朗納·弗里施在1920年代的努力，「找到顯而易見的偏好結構」，成為偏好理論的重大議題，曾有將數學指數對應到效用的嘗試。杰拉德·德布魯因受尼古拉·布爾巴基的理念影響，在1950年時挑戰將消費者理論公理化，由數學領域借來的二元關係觀念成為了主流的分析工具，甚至經濟學還檢驗了效用函數階段與偏好階段間（效用函數是偏好的表現，偏好則是效用函數的內在），是否可以移動以讓分析工具更好用。
另一個歷史性的轉捩點可追溯至1895年，喬治·康托爾證明的定理，如果一個二元關係是線性排列的，那麼它可同構嵌入於有序的實數。這項定理影響了1940年代時，經濟學家保羅·薩繆爾森對於人存在弱性序列性偏好的理論化。

## 分析
偏好是主觀的，然而不是每種偏好都有辦法分析，可用於經濟分析的偏好是有限制的，為避免無法分析的情況發生，經濟學家提出了幾個偏好性質，並定義了與數學不同的偏好表示符號。經濟學家把這些性質分為公理與假設，然而對於何種性質應屬於公理，何種性質屬於假設卻莫衷一是。完全性、遞移性、反身性屬於公理，連續性及未飽和性則為假設或公理，可微分性有獨立者也可能與連續性合併，凸性則有獨立者也可能與未飽和性結合。

### 符號
表示偏好的符號總共有五種，假設A與B為不同的消費組合，該組合可能會有以下五種關係。
- {\displaystyle A\preceq B}，表示對A組合的喜好不大於（不優於）B組合。
- {\displaystyle A\succeq B}，表示對A組合的喜好不小於（不劣於）B組合。
- {\displaystyle A\prec B}，或表示為{\displaystyle A\preceq B}且{\displaystyle A\nsim B}，表示對A組合的喜好小於（劣於）B組合。
- {\displaystyle A\succ B}，或表示為{\displaystyle A\succeq B}且{\displaystyle A\nsim B}，表示對A組合的喜好大於（優於）B組合。
- {\displaystyle A\sim B}，或表示為{\displaystyle A\succeq B}且{\displaystyle A\preceq B}，表示對A組合的喜好同於B組合。

### 偏好性質
為了保證對消費組合偏好的一致性，可被分析的偏好需要符合的性质：
- 完全性

對於任意的兩個消費組合都能排列其優劣次序。
- 遞移性

假設有A、B、C三種消費組合，{\displaystyle A\succ B}且{\displaystyle B\succ C}則{\displaystyle A\succ C}。
- 自反性

消費組合至少與本身一樣好，{\displaystyle A\succeq A}，意同於消費組合與自身無異。
為了能對偏好進行數理分析，偏好特性需要符合以下性質：
- 連續性

當消費組合{\displaystyle A\succ B}，存在消費組合C足夠夠靠近A，則{\displaystyle C\succ B}。
- 未飽和性

若A為消費組合（{\displaystyle \alpha _{A},\beta _{A},\gamma _{A},\delta _{A},\cdots }），B為消費組合（{\displaystyle \alpha _{B},\beta _{B},\gamma _{B},\delta _{B},\cdots }），若{\displaystyle \alpha _{A}\geq \alpha _{B},\beta _{A}\geq \beta _{B},\gamma _{A}\geq \gamma _{B},\delta _{A}\geq \delta _{B},\cdots }，則其中至少有一個等號不成立。
為了數學工具的簡用性而採取更嚴苛的假設：
- 可微分性

不論對任何存在消費組合，都可對因偏好所造成的無異曲線微分，保證當偏好化為函數時其導數有解。可微分性為較連續性更嚴苛的特性，至少包含兩個性質，連續性、左極限和右極限一致。
- 凸性

偏好所造成的無異曲線，無異曲線中的任意兩個消費組合的加權平均，不劣於該曲線本身。

## 應用
朝三暮四
莊子的「齊物論」中的朝三暮四的故事：「勞神明為一，而不知其同也，謂之『朝三』。何謂『朝三』？狙公賦芧，曰：『朝三而暮四。』眾狙皆怒。曰：『然則朝四而暮三。』眾狙皆悅。名實未虧而喜怒為用，亦因是也。是以聖人和之以是非而休乎天鈞，是之謂兩行。」朝三暮四的行為在經濟學另有新解，莊子認為「名實未虧而喜怒為用」，而經濟學則可認為對猿猴而言「朝四暮三」的效用比「朝三暮四」大，因此猴子才「眾狙皆悅。」，猿猴的抉擇符合自身的偏好，因此猿猴的表現是合理的。